# Архитектор программного обеспечения
Архите́ктор програ́ммного обеспече́ния (ПО) — проектная роль в разработке ПО, профессия, возможно — должность.
Ключевая обязанность архитектора — проектирование архитектуры ПО, то есть принятие ключевых проектных решений относительно внутреннего устройства программной системы и её технических интерфейсов.
Проектирование архитектуры ПО является частным случаем проектирования ПО.
В проектирование архитектуры ПО входят следующие задачи:
- определение архитектурного шаблона/парадигмы
- разбиение на технические подсистемы/слои/компоненты/модули
- определение языковой парадигмы для каждого из них
- выбор средств исполнения
- разработка ключевых технических сценариев взаимодействия компонентов
- определение протоколов взаимодействия компонентов (проектирование технических интерфейсов)
- определение форматов хранения и передачи данных
- подбор технических средств и шаблонов для реализации подсистем.

Кроме того, в круг полномочий архитектора ПО входит:
- рецензирование требований
- разработка нефункциональных требований
- участие в совещаниях с заказчиком
- стратегическое планирование технического развития системы
- реинжиниринг ПО
- архитектурный надзор разработки
- текущее консультирование команды
- технический аудит сторонних/вновь приобретённых систем
- регламентация процедуры внесения изменений
- разработка стандартов кодирования/проектирования
- написание технического проекта.